# 카타기리 하이리
카타기리 하이리(일본어: 片桐 はいり)는 일본의 여자 배우이다. 1963년 1월 18일 출생.
도쿄도 오타구 출신. 본명은 카타기리 유미(片桐 由美).

## 출연 작품

### 영화
- 2023년 퍼펙트 데이즈